# Hollywood in Vienna

Logo von Hollywood in Vienna

Hollywood in Vienna ist ein jährlich in Wien stattfindendes Filmmusik-Gala-Konzert, in deren Rahmen der Max Steiner Film Music Achievement Award vergeben wird.

## Überblick
Hollywood in Vienna ist eine Red-Carpet-Filmmusik-Gala im Wiener Konzerthaus, in der die Stadt Wien jährlich den „Max Steiner Film Music Achievement Award“ an die renommiertesten Filmmusikkomponisten unserer Zeit verleiht. Die Gala hat sich als ein führendes Film-Musik-Konzert etabliert und wird im Fernsehen in über 35 Länder weltweit ausgestrahlt.
Das Gala-Konzert wurde 2007 von Sandra Tomek, Tomek Productions initiiert und wird seither von Tomek Productions und dem echo medienhaus produziert. Als Co-Produzent fungiert Michael Balgavy. Die Gala erinnert auch an die Komponisten, die im 20. Jahrhundert aus Wien emigrierten, um in Hollywood den klassischen Hollywood Sound zu begründen. Zu den Komponisten zählten Erich Wolfgang Korngold, Max Steiner, Arnold Schönberg und andere.
In den vergangenen Jahren zählten bereits weltbekannte Filmmusikkomponisten wie Danny Elfman, Alexandre Desplat, Randy Newman, Hans Zimmer und zuletzt Gabriel Yared zu den Preisträgern.
Die geehrten Komponisten halten im Zuge der Feierlichkeiten auch Vorträge und Workshops beim zugehörigen Filmmusik Symposium, um den musikalischen Nachwuchs zu fördern.
Die ursprünglich für Oktober 2020 geplanten Konzerte mit Stargast Alan Menken wurden aufgrund der COVID-19-Pandemie auf September 2022 verschoben.

## Max Steiner Film Music Achievement Award
Der „Max Steiner Film Music Achievement Award“ ist Ausdruck der Anerkennung der Musikstadt Wien für außerordentliche Leistungen im Bereich des Filmmusikgenres.
Der Preis ist eine Hommage an den Wiener Komponisten Max Steiner, der in den 1920er Jahren die wesentlichen Techniken für die Filmvertonung erfand und mit KING KONG den ersten großorchestralen Soundtrack der Filmgeschichte schrieb. Im Laufe seiner Zeit bei RKO und Warner Brothers komponierte er insgesamt mehr als 300 Filmmusikwerke (VOM WINDE VERWEHT, CASABLANCA, u. v. a.) wie auch die Warner Bros. Studio Fanfare. Er wurde mit drei Oscars prämiert und gilt in Hollywood auch als der „Vater der Filmmusik“.

## Interpreten, Gäste, Mitwirkende
Keith Lockhart, John Mauceri, Marc Shaiman, Lisa Gerrard, David Newman, Judith Hill, Olga Scheps, Ramon Vargas, Yury Revich, Frantisek Janoska, Drew Sarich, Valentian Nafornita, Aleksey Igudesman, Lebo M, Louise Dearman, Steven Gätjen, Martin Haselböck, Staatsopernballett, Wiener Sängerknaben, Bolschoi Don Kosaken, Richard Bellis, Daniela Fally, Emmanuel Tjeknavorian, Superar Kinderchor, Cassandra Steen, Adrian Eröd, Ildiko Raimondi, Deborah Cox, Jeremy Schonfeld, David Arnold, Al Jarreau, Lalo Schifrin, Natalia Ushakova, Bruce Broughton, David Arnold, Alan Silvestri, Howard Shore, Harald Kloser, Alexander Frey, Barbara Broccoli, John Mauceri, James Shearman, Kate Barry, Klaus Badelt, Nicholas Dodd, Rick Porras, Gedeon Burkhard, John Axelrod, Kevin Costner, John Barry, Patrick Doyle, John Powell, Robert Dornhelm, Rebekka Bakken, Juan Garcia-Herreros, Alastair King, Christian Kolonovits und andere.

## Preisträger
- 2009: John Barry
- 2010: Howard Shore
- 2011: Alan Silvestri
- 2012: Lalo Schifrin
- 2013: James Horner
- 2014: Randy Newman
- 2015: James Newton Howard
- 2016: Alexandre Desplat
- 2017: Danny Elfman
- 2018: Hans Zimmer
- 2019: Gabriel Yared
- 2022: Alan Menken

## Dirigenten
- 2007: John Mauceri
- 2009–2011: John Axelrod
- 2012–2014: David Newman
- 2015–2016: Keith Lockhart
- 2017: James Shearman und John Mauceri
- 2018: Martin Gellner
- 2019: Keith Lockhart
- 2022: Michael Kosarin

## Orchester
- ORF Radio-Symphonieorchester Wien